# Tvärnit
Tvärnit (engelska: The Junkman) är en amerikansk action- och dramafilm från 1982.
Tvärnit är den andra delen av H.B. Halicki filmtrilogi. Filmen använder delar från två olika filmer, Blåst på 60 sekunder och Deadline Auto Theft. En biljakt, som innefattar en 1974 Bricklin SV-1, är en del av Deadline Auto Thefts storyline.
För att göra filmen använde H.B. Halicki sin egen personliga samling av över 200 bilar, leksaker och vapen - inklusive Eleanor, bilen som användes i Blåst på 60 sekunder från 1974.

## Handling
Harlan B. Hollis (H.B. Halicki) kämpar för att hålla sig vid liv när den avundsjuka PR-chefen Michael Fox (Christopher Stone) anställer en grupp lönnmördare för att döda honom. PR-chefen (som även för övrigt är Hollis svärson), tillåter inte Hollis för att göra filmen Gone in 60 Seconds. 
Filmen börjar med att lönnmördaren Frank Spyros (Kopi Sotiropulos) svarar på en telefonautomat och får instruktioner från då en okänd person att döda Hollis när han kör till James Dean Festival i Cholame, Kalifornien.

## Rollista (i urval)
| Skådespelare      | Roller                          |
| ----------------- | ------------------------------- |
| H.B. Halicki      | Harlan B. Hollis/Maindrian Pace |
| Christopher Stone | Michael Fox                     |
| Susan Shaw        | Susan Clark                     |
| Lang Jeffries     | Arthur Wheeler                  |
| Bruce Cameron     | Bruce                           |
| Jack Vacek        | Jack                            |
| Richard L. Muse   | Richard Hill                    |
| Dan Grimaldi      | Larry Bergleman                 |
| Kelly Busia       | Kelly Hollis                    |
| Brian LaBonge     | Brian                           |
| Judi Gibbs        | Christine                       |
| Dave Logue        | Magnum                          |
| Kopi Sotiropulos  | Frank Spyros                    |
| Jewel Shepard     | Gloria                          |